# Октябрський (Лисаковська міська адміністрація)
Октя́брський (каз. Октябрь) — селище у складі Лисаковської міської адміністрації Костанайської області Казахстану. Адміністративний центр та єдиний населений пункт Октябрської селищної адміністрацї.
Населення — 3647 осіб (2021; 3737 у 2009, 3633 у 1999, 3541 у 1989).